# Картер, Джефф
Джефф Ка́ртер (англ. Jeff Carter; 1 января 1985, Лондон, Онтарио, Канада) — бывший канадский хоккеист, центральный нападающий клуба Национальной хоккейной лиги «Питтсбург Пингвинз».

## Игровая карьера
На драфте НХЛ 2003 года был выбран в 1 раунде под общим 11 номером клубом «Филадельфия Флайерз».
Чемпион мира среди юниоров 2003 года, серебряный призёр молодёжного чемпионата мира 2004 года, чемпион мира среди молодёжи 2005 года. Участник чемпионата мира 2006 года, двукратный обладатель Кубка Стэнли в составе «Лос-Анджелес Кингз».
В составе «Филадельфия Фантомс» обладатель Кубка Колдера 2005 года.
С 2005 до 2011 года выступал за «Филадельфию Флайерз» в НХЛ. Летом 2010 года подписал с «Флайерз» 11-летний контракт на $ 58 млн.
В 2011 году был обменян в «Коламбус Блю Джекетс». Взамен «Филадельфия» получила нападающего Якуба Ворачека и выбор на драфте 2011 года в первом и третьем раунде.
В середине сезона 2011/2012 был обменян в «Лос-Анджелес Кингз» на защитника Джека Джонсона и пик в первом раунде драфта 2012 или 2013. 12 апреля 2021 года обменян в «Питтсбург Пингвинз».
Один из восьми игроков, которые выиграли в один год и Олимпийские игры, и Кубок Стэнли.
17 апреля 2024 года объявил о завершении игровой карьеры по окончании регулярного сезона НХЛ 2023/24. В сезоне Питтсбург до последнего матча боролся за попадание в плей-офф, но в итоге команде не хватило 3 очков.

## Достижения
- Чемпион мира среди молодёжных команд 2005 года
- Участник матча всех звёзд НХЛ 2009 года
- Обладатель Кубка Стэнли 2012 и Кубка Стэнли 2014 годов
- Олимпийский чемпион 2014 года

## Статистика
| Легенда | Легенда                    | Легенда | Легенда                   | Легенда | Легенда    |
| ------- | -------------------------- | ------- | ------------------------- | ------- | ---------- |
| И       | Количество проведённых игр | Штр     | Штрафное время            | +/−     | Плюс-минус |
| Г       | Голы                       | П       | Голевые передачи          | О       | Очки       |
| -       | Статистика неизвестна      | —       | Статистика не учитывалась |         |            |